# Rai Luli 1
Rai Luli 1 ist ein osttimoresischer Ort im Sucos Cowa (Verwaltungsamt Balibo, Gemeinde Bobonaro). Er liegt im Westen Cowas, östlich des Zentrums der Aldeia Rai Luli, auf einer Meereshöhe von 336 m. Durch die kleine Gruppe von Häusern führt die Hauptstraße des Sucos und verbindet sie mit Weono im Südwesten und Mane Hat im Nordosten. Nördlich befindet sich auf einer Anhöhe die größere Siedlung Rai Luli 2.
In Rai Luli 1 steht eine Grundschule.